# Breznik, Črnomelj
Bréznik je naselje v Občini Črnomelj. Vas šteje okoli deset hiš. Posebnost sta grad Turn in pod njim izvir Podturnščice, ki se preko drugih potokov in rek izliva v Lahinjo. 

## Zgodovina
V bližini stoji delno razpadli grad Turn. Tukaj so nekoč živeli grajski gospodje, ki so pokopani v sosednji vasi Golek. 

## Geografija
Povprečna nadmorska višina naselja je 180 m.
Pomembnejši bližnji naselji sta Dragatuš (2 km) in Črnomelj (9 km).

## Demografija
| Pregled števila prebivalstva po letih | Pregled števila prebivalstva po letih | Pregled števila prebivalstva po letih | Pregled števila prebivalstva po letih | Pregled števila prebivalstva po letih | Pregled števila prebivalstva po letih | Pregled števila prebivalstva po letih | Pregled števila prebivalstva po letih | Pregled števila prebivalstva po letih | Pregled števila prebivalstva po letih | Pregled števila prebivalstva po letih | Pregled števila prebivalstva po letih | Pregled števila prebivalstva po letih | Pregled števila prebivalstva po letih |
| ------------------------------------- | ------------------------------------- | ------------------------------------- | ------------------------------------- | ------------------------------------- | ------------------------------------- | ------------------------------------- | ------------------------------------- | ------------------------------------- | ------------------------------------- | ------------------------------------- | ------------------------------------- | ------------------------------------- | ------------------------------------- |
| 1869                                  | 1880                                  | 1890                                  | 1900                                  | 1910                                  | 1931                                  | 1948                                  | 1953                                  | 1961                                  | 1966                                  | 1971                                  | 1981                                  | 1991                                  | 2002                                  |
| 66                                    | 57                                    | 47                                    | 42                                    | 46                                    | 34                                    | 38                                    | 40                                    | 44                                    | 41                                    | 40                                    | 36                                    | 36                                    | 32                                    |